# Anna-Karin Lundin
Anna-Karin Elisabeth Lundin, född 7 juni 1946 i Stockholm, är en svensk jurist.
Anna-Karin Lundin avlade juris kandidatexamen 1970 och blev efter tingstjänstgöring utnämnd till fiskal i Svea hovrätt 1973. Hon var sakkunnig i Statsrådsberedningen 1975–1978, kommittésekreterare 1978–1980 och föredragande i riksdagens justitieutskott 1981–1985. Lundin arbetade som sakkunnig i Justitiedepartementet 1985–1986, innan hon utnämndes till försäkringsrättsråd i Umeå 1986, kammarrättslagman i Kammarrätten i Sundsvalls Umeå-avdelning 1992 och hovrättslagman i Hovrätten för Övre Norrland 1994. Hon var president i Hovrätten för Övre Norrland 1995–2002, justitieombudsman 2003–2004 och regeringsråd (domare i Högsta förvaltningsdomstolen) 2005–2011.
Lundin är sedan 1979 gift med Olof Kleberg.